# Valtické vinobraní
Valtické vinobraní je vinařská slavnost s kulturním programem. Každoročně pořádá město Valtice ve spolupráci se Střední odbornou školou vinařskou a Středním odborným učilištěm zahradnickým ve Valticích. 
Jde o akci s dlouholetou tradicí. Poprvé vyšel do ulic Valtic průvod studentů z tehdejší zemské vinařsko-ovocnické školy v roce 1873..
- krojovaný průvod městem
- prodej burčáků a vína
- gastronomické akce
- jarmark
- koncerty lidové hudby[2]